# Revolta de Villarejo de Salvanés
La Revolta de Villarejo de Salvanés va ser un intent de cop d'estat dirigit per Joan Prim i Prats que es va produir el 3 de gener de 1866 a Espanya. Després dels successos de la Nit de Sant Daniel, progressistes i demòcrates estaven decidits a prosseguir la seva política d'assetjament als governs continuistes de la Unió Liberal, en aquest cas en la persona de Leopoldo O'Donnell. Les intencions no eren ja forçar a la reina Isabel II a un canvi de govern, sinó derrocar a la mateixa monarquia que s'havia convertit, al seu parer, en un obstacle per al progrés d'Espanya Per a aquesta tasca, encara que també actuant pel seu propi compte com altres vegades, el general Prim va organitzar a principis de gener de 1866 un cop d'estat que hauria de controlar Madrid, amb l'alçament de diverses casernes dels voltants que prendrien posicions a l'entrada de la capital i afavoririen que les unitats de la ciutat s'unissin a la revolta. En aquests moments, Madrid comptava amb prop de 40.000 homes armats, el que suposava prop del 45% del total de l'exèrcit isabel·lí.
El 2 de gener, Prim i els seus ajudants, entre els quals destacava el brigadier Llorenç Milans del Bosch, va sortir del seu domicili a Madrid amb la intenció d'arribar al poble de Villarejo de Salvanés on s'uniria als regiments d'Aranjuez, Leganés i Alcalá de Henares cap on diversos enllaços havien partit per a l'alçament. Al mateix temps, i tement moviments de tropes, el govern d'O'Donnell havia ordenat l'aquarterament de diverses unitats, la sortida a punts estratègics de les més fidels i l'arrest domiciliari o el trasllat immediat dels caps i oficials menys afins.
En la matinada del 2 al 3 de gener el Regiment d'Infanteria de Burgos es va col·locar a la Porta de Toledo. El 3 de gener, un regiment procedent d'Ocaña i el d'Húsars de Bailén es van concentrar a Aranjuez. Al matí, la unitat d'Aranjuez es van dirigir a Villarejos, però ningú més les va acompanyar. A pesar de comptar amb un nombre reduït de militars, Prim fa una proclama i es dirigí cap a Madrid en tres columnes, però en el camí va patir algunes desercions. Abans d'arribar, Prim fugí en direcció a Madridejos, després a Fregenal de la Sierra i més tard, per la província de Badajoz passà a Portugal el 20 de gener, perseguit per unitats lleials al govern que, no obstant això, el deixen marxar sense prestar-li major interès.
Un cop sufocada la revolta, l'endemà 4 de gener, en el missatge de la Corona al Congrés dels Diputats, O'Donnell sol·licità poders extraordinaris que li foren concedits per a perseguir als culpables: declaració de l'estat de setge a Madrid i Castella atorgant plens poders al general Isidoro de Hoyos, censura de premsa -que es va mantenir fins al 2 de febrer- i el tancament de determinats cercles progressistes, entre ells l'Ateneo de Madrid. Les conseqüències immediates serà l'afusellament de diversos membres dels alçats en armes, però cap dels generals implicats.